# Krpeľany
Krpeľany es un municipio del distrito de Martin en la región de Žilina, Eslovaquia, con una población estimada a final del año 2024 de 1059 habitantes.
Se encuentra ubicado al oeste de la región, cerca del curso alto del río Váh (cuenca hidrográfica del Danubio) y del parque nacional de Veľká Fatra.

## Demografía
| Año        | 1994 | 2004    | 2014    | 2024    |
| ---------- | ---- | ------- | ------- | ------- |
| Población  | 1062 | 1094    | 1106    | 1059    |
| Diferencia |      | +3,01 % | +1,09 % | −4,24 % |

| Año        | 2023 | 2024    |
| ---------- | ---- | ------- |
| Población  | 1062 | 1059    |
| Diferencia |      | −0,28 % |